# ヤンキー君とメガネちゃん
『ヤンキー君とメガネちゃん』（ヤンキーくんとメガネちゃん）は、吉河美希による日本の漫画作品、およびそれを原作としたテレビドラマ。略称は『ヤンメガ』。

## 概要
吉河美希シリーズ・1作目の『週刊少年マガジン』連載作品。
2005年に『増刊マガジンワンダー』に読み切りとして掲載。その後、『週刊少年マガジン』2006年27号より3号連続で集中連載。2006年46号から2011年25号まで本連載された。2010年4月23日からTBSでテレビドラマ化された。
弘前大学は2010年12月1日号の少年マガジンから5号連続で本作品を利用した広告を掲載、8年ぶりに志願倍率5倍以上を達成した。
新装版の表紙はすべて吉河による新規描き下ろしで、巻末には新装版だけで読むことができるおまけ連載も収録されている。また、最終巻の12巻には公式ガイドブック「紋白高校入学のススメ」、『週刊少年マガジン』2017年45号に掲載された新作読み切りも収録されている。

## あらすじ
紋白高校1年A組の品川大地は現ヤンキー。一方、同じクラスの学級委員、足立花は元ヤンキー。花はヤンキーであったことを隠し学級委員として生活しているが、ある日不良たちに絡まれた際、彼女が元ヤンキーであったことが品川に知られてしまう。やがて引きこもりの千葉星矢と出会い、2人で千葉を立ち直らせ、2人のはじめての友人となる。更に進級後には姫路凛風、和泉岳も加わり、5人で生徒会役員として学校や生徒が抱える問題にぶつかっていく。

## 登場人物
登場人物の名字はナンバープレートの地名（運輸支局等）から、名前は自然物から取られている。高校名は蝶の種類から。
声は後述の『山田くんと7人の魔女』とのコラボアニメのもの。

### 紋白高校

#### 生徒会役員（足立体制）
全員同学年で、2年生の1学期から1年間、生徒会を務め上げた5人の生徒。生徒会の任期が終了した後もこの5人は常に行動を共にしている。
品川 大地（しながわ だいち）
声 - 小野友樹
本作の主人公。紋白高校に通う不良生徒。4月2日生まれで、血液型はA型。身長175cm、体重64kg。視力が悪く、普段はコンタクトレンズを使用している（中学時代には眼鏡をかけていた）。髪は染めて立たせており、左耳にピアスをしている。そして、右眉に中学時代につけられた傷がある。サッカーが好きで、普段はネットゲームにハマッている。甘いものとピーマンが嫌い。好きな音楽はケツメイシで、それしか聴かない主義。「巨乳ハンターももこ」という、ピンク映画風のDVDを愛観している（後に千葉や和泉一家、姉も）。初期の学校生活ではいつも独占している個室トイレに篭っており、勉強する際もトイレに篭ると頭が冴えるらしい。また、初期ではタバコを吸っており（物語途中からは、たまに喫煙している程度）、花が品川のトイレを覗くことから物語が始まることが多かった。
ヤンキーだが困っている人を放っておけないお人好しであり、嫌と言いながらも、何かと面倒ごとに首を突っ込んでしまう。ケンカはかなり強く、その名前を聞くだけで他校のヤンキーがたじろくほど。しかし、姉には頭が上がらない。ヤンキーが少ない紋白高校では乱暴な振る舞いは控えつつも周囲には馴染めず友達も少なかったが、花や千葉と出会い、生徒会で活動していく中で交友範囲が広がり、一般の生徒からも頼りにされるようになる。
父親が国際的権威のある外科医で母親が国際弁護士、姉も有名女子高から有名大学に進学するエリート一家で、大紫学園を退学するまでは父と同じ外科医を目指していた。現在は基本的に姉との二人暮らしをしている。昔はかなりの秀才で、小学校時代は名門塾に通い、中学までは名門校の大紫学園中等部で勉強一筋に明け暮れるガリ勉であったが（成績は学年で1、2を争うほど）、とある事情により退学する。以後は勉強嫌いになりテストの成績はブービーだが、数学は得意である（紋白高校の入試は上位だった）。生徒会の中でも、千葉と並んで頭がキレる。決して几帳面な方ではないが、子供の頃から姉に雑用や家事などを押し付けられてきたため、整理整頓とゴミの分別にはこだわる。
当初は練馬と同じ揚羽工業へ行くつもりだったが試験会場で花に惚れ、進路を変更し紋白高校に入学する。花と出逢った日から彼女に振り回され、散々な目に遭いながらも結局は何だかんだで協力している。花のことが気になっており、彼女が自分のことを好きなのではないかと思っている。花と試験会場で一目惚れした生徒が同一人物だということには、3年の夏休みまで気づいていなかった（それでもまだ半信半疑だったが、花とのメールでのやり取りや、宮城のひとことで疑いが確信に変わった。）。反面、姫路やすばる、宮城や八王子から好意を寄せられていたりと、かなりモテている。
2年のときに花の生徒会長立候補に引きずられるかたちで生徒会副会長に立候補させられる。最初は嫌がっていたが、千葉の言葉で立候補を決意、当選し副会長となる。3年の体育祭では赤組応援団長を務めた。大学進学をめざしている。
足立 花（あだち はな）
声 - 日笠陽子
本作のもう一人の主人公。品川のクラスメイトで学級委員。4月1日生まれ。身長163cm。血液型O型。
作者によるとモデルは特にいないが、性格的には作者自身が最も近いという意見もある。読み切り版と連載版では髪型が異なる（単行本化の際に連載版の三つ編みおさげに修正）。なお、高校入学前は髪型はストレートでメガネもかけておらず、品川はこの時の花に一目惚れしている。左目の下に泣きボクロがある。品川大地とは同い年だが早生まれで1学年上。しかし、留年したために紋白高校入学では同級生という間柄になる。姫路によると歳の話題は禁句らしい。古い一軒家に祖母（ドラマでは祖父）と2人暮らし。
中学時代は恐れられたヤンキーだったが、内心では普通の学校生活に憧れていたことから、高校入学を期に自分を変えようと思い立つ。ケンカは品川や弟の葉以上に強く、周りの不良達からも恐れられている。特に蹴りは一撃で学校の壁に穴を開けるほどの破壊力。自分を変えて以降はケンカを封印しているが、激昂したときなどには咄嗟に攻撃してしまう。
好奇心旺盛でおせっかい焼き、かつ一本気で天然ボケな性格。一般的な女の子の話題に疎くクラスで友達がなかなかできないことから、何かと品川を頼りにしている。このことから品川に好意を抱いているようにも取れる。しかし、行動を始めると周りが見えなくなり、また彼の反論にも耳を貸そうとしない。
塾には通っていたこともあるがテストの成績は最下位。
部員不足から廃部の危機にあった天文部に関心を持ち、これを助けるべく生徒会長に立候補し、当選する。3年の体育祭では白組応援団長を務めた。
本人は素顔のままだとバカっぽく見えると思っており、「学級委員らしさ」を出すために伊達眼鏡（価格680円）を掛けている。眼鏡はかなりこだわりがあり、他人に取られたりすると非常に怒る（理由は中学時代に、ある男とある約束をしたから。）。文化祭をきっかけに伊達眼鏡と三つ編みをやめたことで華やかな美少女となり、一躍学校の人気者となる。その人気は常に周囲に人だかりが出来るほどである。しかし、品川の父親が大学進学に反対していることを知り、説得するために学級委員らしい以前の姿に戻す。
千葉 星矢（ちば せいや）
声 - 前野智昭
紋白高校に通う品川のクラスメイトで、彼の相棒的存在。10月18日生まれ。身長193cm。体重75kg。血液型AB型。
不良からいじめを受けたせいで引きこもりになり、入学式の3日後から学校を休んでいたが、家庭訪問で訪ねて来た花と品川の影響で復学し、以後は2人と一緒に行動している。実家はかなり裕福で、他学区から入学したため学校からは遠い。自分を学校に連れ戻してくれた花と品川に感謝し信頼している。品川に生徒会副会長になる事を決意させ、自らも会計に立候補して当選している。3年の体育祭では赤組応援団に参加。自分もかつて引きこもっていたことから、同じように引きこもっている人がいたら助けたいと思っており、熊谷マコトが引きこもった際にはかなり粘りを見せ、持ち前の頭脳を駆使して、彼女を復学させた。
生徒会一の優等生にして唯一の一般人でツッコミ役が多い苦労人。品川、和泉と一緒に行動をしている事が多く、2人の仲裁に入る立場。
成績は超優秀で、品川に劣らず、頭がキレる。テストでの点数はほとんどが100点であり、そのことで和泉から一方的にライバル視されているが、未だに和泉にテストの点数で負けたことはない。入試では1位で、2年生でも学年1位、3年生の全国模試で2位を取るほどの秀才。運動はあまり得意ではない。
気弱な性格だが大柄で目つきの鋭い強面で、実は不良顔負けの威圧感を持っている。さらに品川との交友もあり周囲からは「恐い不良」のイメージを持たれてしまっている。そのために不良に絡まれることも多いため悩んでいる。ヤクザにスカウトされたこともある。メガネをかけており、額から左目にかけて傷跡があるが、未だに詳細は不明。マコトに好意を抱いているが、押しの弱い性格ゆえになかなか想いが伝えられない。
3年の一学期で生徒会の任期が終了し、生徒会室を使わなくなった後は、品川たちにたまり場として自宅を提供している。
趣味は音楽とゲームで、ピアノを習っているらしい。嫌いなものは牛乳。
姫路 凜風（ひめじ りんか）
声 - 菊地美香
花の中学時代の後輩で元ヤンキー。2月14日生まれ。身長155cm。血液型B型。
中学時代には花の右腕としてかなり暴れ回っていたらしく、「鮮血の女豹」と呼ばれていたという。花には今も大きな恩を感じており、花の役に立とうとわざわざ他学区から転入する。本人は硬派でありたいようだが、ヤンキーとしては外見的に迫力不足で、生徒達の間では「不器用だけどかわいい女の子」（いわゆるツンデレ）のイメージで通っていることが悩み。
複雑な家庭事情で、姫路財閥の令嬢。実家は国会議事堂のような豪邸で、多くの執事やメイドを抱えている。居場所がない実家から家出同然で品川の自宅に一泊し、その後は花の家に居候している（親は実の親でなく、凛風には関心がないらしい）。花の弟である葉の行動がきっかけで実家に戻り、青筋学園に転入している。
花以上にヤンキー気質を強く出しているため上下関係にはうるさく、何かとすぐ突っかかってくる性格だが、純情な一面もある。思い込みが激しく、品川が自分に惚れていると誤解し品川を意識し始めているが、まだ想いは伝わっていない。
家事全般が得意で掃除好き。また、国語は得意らしく漢字に強く、字も達筆。好きな食べ物はカレー、嫌いな食べ物は青豌豆。
2年生から紋白高校に転入し、花たちとクラスメイトになる。生徒会選挙に立候補した花を助けるため、生徒会書記に就く。体育祭では赤組応援団に参加。副団長を務めた。
和泉 岳（いずみ がく）
声 - 寺島拓篤
紋白高校に通う品川のクラスメイト。5月5日生まれ。身長165cm。体重54kg。血液型B型。眼鏡をかけており、普段は前髪で右目が隠れている。
元ヤンキーで、暴走族現役時代にはかなり強かったらしい。特攻服の下のもう一枚には昇り龍が描いてある。「その龍を目にしたら最後、生きては帰れない」とまで言われていた。かなりの自信家で上昇志向が強く勉強が得意であったことから（千葉が学校に復帰する前までは学年1位も取っていた）、ケンカで頂点を極めた後、勉強で頂点を極めるべく紋白高校に入学。2年目に満を持して生徒会長選挙に立候補しようとするが、それを阻止しようとした品川と割り込んできた花に負けたことで副会長立候補に変更して当選。生徒会の仕事は手際よくこなすが、整理整頓には無頓着。品川、千葉と一緒に行動をしている事が多い。体育祭では白組応援団に参加。副団長として花と共に応援団のリーダー役を担った。
品川と出会った当初は犬猿の仲だったが、口では互いに罵り合いながらも内心では認めるライバル意識に変化している。また、勉強ができる千葉もライバル視しているが、未だにテストの点数で千葉に勝ったことはない。
校内では品川たち以外の者には元ヤンキーであったことは隠しているが、一匹狼的な気質で人付き合いは良いほうではなく、周囲の交友関係は薄いほう（やや根暗なタイプに見られている）。普段はクールでぶっきらぼうだが、実はロマンチストで少し涙もろい。仲間思いで、品川に暴力事件の疑いをかけさせた真犯人を探し出したり、ヤンキー時代の仲間たちの危機には圧倒的不利を省みず立ち向かったりと熱い一面を見せる。また、話しはじめると長くなる癖がある。
女性に対しては一本気かつ積極的で、品川の姉の海里に一目惚れした時には交際相手がいることを知っても退こうとしないほどの粘りを見せた（自分より強い相手が彼氏でなければ許せないと言っていたが、海里の彼氏が秋田だと知った途端帰った。）。

#### 生徒会役員（香川体制）
品川や花が生徒会を退いたあとに生徒会役員を務めている5人の生徒。5人それぞれが、生徒会選挙に立候補する前から、前任の生徒と何らか繋がりを持っている。
香川 樹（かがわ いつき）
和泉の舎弟で元暴走族仲間。学年は和泉より1年下。6月10日生まれ。身長183cm。血液型O型。
クールだが義理堅く実直、さりげなく天然ボケな性格。かつての仲間が他の暴走族グループに大怪我を負わされ危機にあることを和泉に知らせ、共に戦いに赴いた。その際に自分たちを助けに来た品川たち生徒会メンバーの強さを見て、彼らを“生徒會”という名の暴走族と勘違いしており、自分も仲間入りしようと紋白高校に転入してきた。2年の体育祭では赤組応援団に参加。
ケンカはかなり強く、揚羽工業の番長格（+相模）を次々と倒したことがあるほか、転入初日にも北見と互角の勝負をしている。実家は厳しいらしい。
生徒会を暴走族集団と勘違いしたままそのトップに立つべく、満を持して生徒会長に立候補し当選する。
花の強さはもちろん、人間としての器の大きさを尊敬しており、彼女のことを「花さん」と呼び、慕っている。
北見 明（きたみ あきら）
転入初日の香川とケンカしたヤンキー。学年は品川や花より1年下。9月20日生まれ。身長174cm。血液型A型。
過去にもケンカなどで2回謹慎処分を受けており、退学処分寸前であるため、品川たち生徒会は反省を促すがことごとく反発。だが、実は口下手で威圧的な態度でしか他人と接することができないため、友達ができないことに悩んでいた。品川の指導で香川と和解し、一番の親友となり、以降は2人でよくつるむようになる。言動がまっすぐすぎて天然ボケな香川に対しツッコミ役になる場合が多く、杏奈を含めた3人組の中では最も常識人である。
体育祭では杏奈の見立てで赤組応援団の2年生リーダーに指名され、これを務めることで仲間に気を配り、統率することに意外な才能を発揮するようになるが、あくまで体育祭だけでの人望だったようである（ただし、ユッキーには未だに慕われている）。これをきっかけに知り合った杏奈に好意を抱くが、女性に対してはシャイなため想いはまだ伝わっていない。
花からは「1年生の時の品川君にそっくり」、千葉からは「まるで足立さんのいない品川くんみたい」と称されるほど品川に似ている所があるが、品川自身は全く違う印象を持っている。
交友関係を広げるきっかけにするため、生徒会副会長に立候補し当選する。
自宅は学校のすぐ近くのマンションで、まゆ（お互い面識はないが品川が遊んでいるネットゲームのライバル）という小学生の妹がいる。
一宮 杏奈（いちのみや あんな）
品川たちとは2年後輩の女子生徒。3月23日生まれ。身長161cm。血液型B型。
ギャルでクールで高飛車な性格でオシャレにはこだわりが強い。紋白高校入学試験の際には試験官を務めた品川をわがままな言動で振り回したが、内心ではそれなりに認めている。バストサイズは生徒会関係の女子生徒の中では最も豊かである。
中学時代にはチアリーダーとして全国大会にも出場した実績があり、品川の懇願で体育祭の赤組応援団に参加する。本人は特に誇示しようとはしないが、身体能力はかなり高い。常に無愛想でとっつきにくい態度のためか友達ができず、体育祭後はとりあえず北見、香川とつるんで生徒会室をたまり場にするようになる。外見や態度から受ける印象とは裏腹に下ネタには免疫がなく、着替え中の北見や香川の裸を偶然見てしまっただけでかなり取り乱していた。
教室にいる時間を少なくする理由で、生徒会副会長に立候補し当選する。普段は裸眼だが真面目に事務的な作業をする時にはメガネを着用している。
松本 桂樹（まつもとけいじゅ）
品川たちの1年後輩の男子生徒。外見は「ギャル男」で金髪。女子の友人が多く、同じ趣味の長野とはいつも一緒につるんで「なっち★まっち」を名乗っている。気のいい性格で、文化祭で実行委員だった品川と一緒に裏方を務めたことで品川を尊敬している。体育祭では赤組応援団に参加。さらに品川の“意志を継ぐ者”と言う理由で生徒会の書記に立候補し当選する。
長野 梓（ながのあずさ）
大地たちの1年後輩の男子生徒。松本と同じくギャル男でいつも一緒につるんでいる黒髪のほう。体育祭では赤組応援団に参加。二人三脚でも松本とコンビを組んでいた。長野と同じく品川の“意志を継ぐ者”と言う理由で生徒会の書記に立候補し当選する。

#### その他の生徒・教諭
熊谷 マコト（くまがや マコト）
品川や花と同じ学年の女子生徒。12月12日生まれ。身長169.2cm。血液型A型。
「ネットゲームに没頭して登校しない」と友人の川崎からの相談で、生徒会が解決に乗り出す。「俺に勝てたらゲームをやめて学校に行ってやる」というマコトに、同ゲームで遊んだ経験がある千葉が対決を申し込み、一度は敗れたものの再戦して勝利。不登校の原因はゲームによるものではなかったが、引きこもりだった過去を持つ千葉が足しげく自宅に通って理解を示し、学校に通うようになる。ネットゲームの世界ではいかつい容姿の男を演じていた。
後に文化祭実行委員として登場。生徒会メンバーとも交友を持ち、品川とはゲーム仲間でもある（品川が評するところではコントローラーを持つと性格が恐くなるという）。女子バレーボール部の部長も努めている。
3年の体育祭では白組応援団に参加し、花、和泉、野田、豊橋と共に応援団の中心人物として活躍した。2人3脚障害物競走では、千葉に姫路がしがみついて走っているのを見て怒っている。
秋田 光（あきた ひかる）
紋白高校の元・生徒会長。品川たちより1学年上。いつも団扇を持って扇いでいる。基本的に温厚かつものぐさで争いごとは嫌いだが、「女っぽい」と言われると人格が豹変し、品川と和泉の2人がかりを瞬殺する程の暴れっぷりを見せる。股間を女性に蹴り上げられると正気に戻る。また、豹変時でも花に対しては従順。卒業後は大学に進学し、品川の姉の海里と交際している。
生徒会の合宿に他の元役員たちと共に参加し、花たちに生徒会の役割を伝えた。後任生徒会のメンバーを評価しており、特に品川に目をかけている。翌年、品川たちの生徒会から香川たちの生徒会へ引継ぎの際には地元の不良たちとともに割り込んで両者の対決姿勢を煽る方向で暗躍したりと、悪ふざけが好きな一面もある。
パソコン部
品川たちの同級生の男子生徒2人組。品川の友人。熊谷マコトを復学させる際に、生徒会にパソコンを提供した頃から、品川との交友が続いている。
品川のゲーム仲間でもあり、筋金入りのオタクで、品川やマコトとも、たまにネットゲームで一緒に遊んでいる。品川の事は、大切な友達と思っており、秋葉原で、不良に、品川を呼べと脅迫された際も最後まで品川を呼ばなかった。また、3年の体育祭では赤組応援団に参加し、ハードな練習についてくるなど、ねばり強い一面も持つ。
最近、ゲームだけでなくアイドルも応援する、パーフェクトオタクである事が判明した。
鈴鹿 松胤（すずか しょういん）
品川たちの1年後輩の男子生徒。メガネをかけたイケメン優等生を思わせる外見だが、中学時代は凶悪な不良だった。
初登場時は「不良枠」廃止のために、生徒会会長選挙候補の1人として品川や北見達と対立し、卑劣な手段を使って品川たちを追い詰めようとする。最終的には花に敗北するが、後に花から「紋白高校を学区内一にするという考えは素晴らしい」と言われ、生徒会になることを薦められたものの、彼女の生き方に衝撃を受けて辞退する。
優等生として生きるようになっても未だに喧嘩は好きなようで、対揚羽四天王戦では品川たちに協力している。花の強さや人間性を尊敬している。
野田（のだ）
野球部所属の品川たちの同級生の男子生徒。下の名前は不明。ひとつ上の不良の先輩部員の理不尽な暴力等により、苦しんでいたが、変装した品川、千葉、和泉に助けられ（野田は正体に気づいていたが、不良たちは気づいていなかった）、品川たちに感謝する。品川はこの時、「引退までに一勝ぐらいはしてくれよ」と言って、去って行った。3年の体育祭では、白組応援団に参加し、花、和泉、マコト、豊橋と共に応援団の中心人物として活躍した。
尾張 小牧（おわり こまき）
演劇部に所属する女子生徒で品川たちの同級生。ヤンキーとは全く無縁な性格だが、初めてもらった不良役の役作りのため、品川ら生徒会に弟子入りし、ひたむきな努力の果てに役をモノにする。3年の体育祭では赤組応援団に参加。
香川たちが立候補した生徒会選挙では選挙管理委員会委員長兼司会を務めた。
豊橋 けんご（とよはし けんご）
男子バスケ部所属の品川たちの同級生の男子生徒。爽やかな性格で文化祭で同じ係だった凛風に惚れ、ラブレターを相談箱に入れるが、凛風には「気になる人」がいることを知り、諦めるが内心では凛風を応援している節がある。体育祭では白組応援団に参加し、花、和泉、マコト、野田と共に応援団の中心人物として活躍した。
ユッキー
品川たちの2年後輩の女子生徒。本名はゆきえ。体育祭にて赤組応援団1年女子のリーダーを務めた際、キャプテンの北見をとても信頼していた。とても怖い母親（容姿が和田アキ子に似ており、性格がモンスター・ペアレントそのものだが、娘想いで悪人ではない）がおり、北見たちが生徒会役員に立候補した時、授業参観を廃止して欲しいと頼んだこともある。北見たち現生徒会の1番の理解者とも言える。
堺（さかい）教諭
品川と花の1年生時の担任。担当科目は英語。女子生徒には甘いらしい。生徒会の顧問。当初は品川のことを問題児扱いしており、あまり快く思っていなかったが、彼が交友の広がりとともに次第に変わってきた様子を見て、信頼し評価していくようになり、多くの生徒から慕われるようになり、難関大学を目指して勉強に打ち込む品川を「紋白高校の星だ」と激励した。谷村新司に似ていて、額の真ん中にある毛の生えたほくろが特徴。
多摩（たま）教諭
品川と花の2年生時（A組・理系クラス）の担任。品川曰く「実験に失敗した博士」みたいな外見。
宮城 さくら（みやぎ さくら）
3年の文化祭で品川と共に文化祭委員を任された女子生徒。
パンクな格好をしているが、体が弱く出席日数が足りないため文化祭の実行委員をすることになった。
品川と一緒に仕事をするうちに好意を寄せるようになったが、品川の好きな人が誰なのかをすばるから聞かされ、本人にそれを伝える役割を全うした。

### 青筋学園
成田 ミランダ（なりた ミランダ）
青筋学園生徒会の元会長。3年生。12月24日生まれ。身長163cm。血液型AB型。いつもクマのぬいぐるみを抱いている、眼鏡をかけた女性。凛風のクラスメイト。
普段は上品な喋り方をするお嬢様だが、キレると言葉遣いや表情が一変し、ぬいぐるみを引き裂くなど凶暴化する。成績は非常に優秀で全国模試では6位だが、2位の千葉に敵意を抱いていた。ハーフらしい。
水戸 すばる（みと すばる）
青筋学園の現生徒会長。2年生。足立花にそっくりで品川のことが好き。品川は当初、彼女のことを自分が一目ぼれした少女だと勘違いしていた。品川の好きな相手の正体に気づいており、文化祭で教える約束をしたが、伝える前に品川が帰ってしまい伝えられなかった。髪型は足立に間違えられないように、セミロングからショートにした。
佐野 健太（さの けんた）
青筋学園生徒会の元副会長。3年生。常に冷静で真面目な性格。凛風のクラスメイト。
かつて、紋白祭を潰そうとして、品川たちと敵対したが、現在は和解している。成田のサポート役に最も適した人物である。
土浦 里央（つちうら りお）
青筋学園生徒会の元副会長。2年生。
かつて、佐野と共に紋白祭を潰そうとした。幼稚園の頃から青筋学園に通っている。佐野を慕っている。
姫路 凛風（ひめじ りんか）
転校生。詳細は#紋白高校を参照。

### 揚羽工業高校
足立 葉（あだち よう）
足立花の実弟。3月31日生まれ。身長178.9cm。血液型O型。花とはずいぶん前に決別したが未練は大きく、姉と2人で全国制覇をするという野望をあきらめられないでいる。青筋学園に足立花に似ている人物がいるということを知り、揚羽に進学したが結局人違いに終わる。
揚羽のトップであり、ケンカの実力は姉譲りで、花の誘拐を阻止するために揚羽に乗り込んだ品川ら5人を瞬く間に一掃した。自身を天才と称し、実際に格闘ゲームやオセロでも品川に勝ち、年上である品川の解いた問題の間違いを正確に指摘し、料理もできる。花と同じく大食である。花を実家に連れ戻すのに失敗したため、自身は品川の自宅の品川の部屋に居候しており（理由は「品川が面白いから」）、すっかり身内になっている。いつのまにか品川のことを「大地」と呼び、海里のことを「海ちゃん」と呼ぶようになっており、2人との信頼度は意外に高い。
実はシスコンで、花のことに関すると涙もろくなる。花には頭が上がらない。
練馬 青雲（ねりま せいうん）
品川の悪友で小学校以来の幼馴染。サッカーとゲームは共通の趣味のようである。8月31日生まれ。身長178cm。血液型O型。実家はお寺。普段はお調子者でユルい雰囲気だがケンカは非常に強く、中学の頃まで品川は一度も敵わなかった。
女好きだが、女性の好みは何故かブス専。出会い系でヤクザの妻に手を出して大ピンチになったこともある。
相模（さがみ）
練馬と同じ高校に通うヤンキー。品川とは因縁があって対立関係にあったが、花に敗れたことで引き下がる。過去の花を知っており、かなり恐れている。春日部に好意を持っていたがなかなか声をかけられず、花に相談に乗ってもらった。結果フラれたものの、友達としての関係は良好である。
前述のとおり品川を敵視していたが、心底嫌っているわけではない。複数の仲間がおり、いつもその仲間と喫茶店で屯している。
一話目から出ているものの、未だにコミックスの表紙にはなれていない。練馬に先を越されてしまったためそのことをコミックス16巻で嘆いていた。

### 大紫学園高等部
八王子 雫（はちおうじ しずく）
大紫学園高等部3年生。品川の中学時代の同級生。中等部時代品川と1位の座を争っていたライバル。品川が大紫を退学になった時から、メガネをかけ始め殿様大学を目指し始めた。
全国模試でも1位をキープし続け、千葉も「この人には勝てそうにない」と認めるほど。
品川の悪友である練馬とは面識があり、彼女の事を彼は「雫ちゃん」と呼んでいる。
青森 密（あおもり ひそか）
大紫学園高等部3年生。雫の同級生であり、花の中学時代の同級生。元・いじめられっ子。イケメン。
中学時代に花に出会ってから自分を変えることができ、それがきっかけで花を好きになってしまったために、告白して殿大に受かった時にもう一度告白すると、花と約束した。
大紫ではこれと言って目立つほうではないが、女子生徒からはとても人気がある。中学時代はかなり成績が悪く赤点まで取っていたが、必死に努力し、高校から大紫学園に入ることができた相当な努力家で、その努力ぶりは雫が認めるほどである。
うず潮太郎（うずしおたろう）<あだ名>
大紫学園高等部3年生。本名不明。雫の同級生で、メガネをかけている。高校からの編入組。
品川と花が殿大を目指している事に疑問を抱いている。雫の事が好きらしい。

### 品川家
品川 宙太（しながわ ちゅうた）
品川と海里の父であり世界的に権威のある外科医。しばらくの間、外国に行っていたようだが、3年ぶりに日本に帰国し、家に帰ってくる。
不良となった息子・大地を嫌い、家族と認めていないが、自分が留守中に居候となった葉に対しては何故か家族と認めている。ケンカはかなり強く、大地も敵わない。花のことを「気づいたらいなくなってるタイプ」と言っている。
品川 聖（しながわ きよ）
品川と海里の母で世界をまたにかける国際弁護士。普段は家にいない。
所帯じみており、帰国後すぐにスーパーの安売りセールで買い物をして帰って来た。またおっとりした性格で葉にもすぐ馴染んでいる。宙太と喧嘩してはスーパーまで家出をしており、いつも息子・大地が探す役をしていた。
品川 海里（しながわ かいり）
品川の1歳年上の姉。5月2日生まれ。身長169cm。血液型A型。気が強く大雑把ながら世慣れた性格で、子供の頃から弟・大地を服従させてきた。周囲にあることないこと色々喋るため、大地は困っている。
大地とは違う高校に通い、卒業後は大学に進学して秋田と交際中。スタイル、容姿共に抜群。和泉に惚れられている。
北見、香川、アンナがよく行くアイスクリーム屋でバイトしており、その端麗な容姿から、常連客の間では人気がある。バイトをしている理由を本人は「制服がカワイイから」と言っているが、大地は「時給がいいから」だと思っている。
足立 葉（あだち よう）
居候。詳細は#揚羽工業高校を参照。

### その他の登場人物
足立 種（あだち たね）
花と葉の祖母。花と一緒に暮らしている。花にまつわる複雑な事情を知っているフシがある。孫娘の花と同じく押しが強く、図太い性格。品川に対しては遠慮がなくあれこれと振り回す。意外と下着の趣味は若い。

## 書籍情報
- 吉河美希『ヤンキー君とメガネちゃん』、講談社〈講談社コミックス〉、全23巻
  1. 2007年2月16日発売 ISBN 978-4-06-363799-1 表紙:品川大地、足立花
  2. 2007年4月17日発売 ISBN 978-4-06-363825-7 表紙:品川大地、足立花
  3. 2007年6月15日発売 ISBN 978-4-06-363846-2 表紙:足立花
  4. 2007年8月17日発売 ISBN 978-4-06-363871-4 表紙:品川大地
  5. 2007年11月16日発売 ISBN 978-4-06-363917-9 表紙:千葉星矢
  6. 2008年1月16日発売 ISBN 978-4-06-363943-8 表紙:姫路凜風
  7. 2008年4月17日発売 ISBN 978-4-06-363976-6 表紙:和泉岳
  8. 2008年6月17日発売 ISBN 978-4-06-384006-3 表紙:秋田光
  9. 2008年9月17日発売 ISBN 978-4-06-384043-8 表紙:熊谷マコト
  10. 2008年11月17日発売 ISBN 978-4-06-384067-4 表紙:長野梓、松本桂樹
  11. 2009年2月17日発売 ISBN 978-4-06-384101-5 表紙:香川樹
  12. 2009年4月17日発売 ISBN 978-4-06-384123-7 表紙:北見明
  13. 2009年7月17日発売 ISBN 978-4-06-384160-2 表紙:一宮杏奈
  14. 2009年10月16日発売 ISBN 978-4-06-384186-2 表紙:足立花、品川大地
  15. 2010年1月15日発売 ISBN 978-4-06-384236-4 表紙:宮城さくら
  16. 2010年3月17日発売 ISBN 978-4-06-384268-5 表紙:練馬青雲
  17. 2010年5月17日発売 ISBN 978-4-06-384298-2 表紙:水戸すばる
  18. 2010年6月17日発売 ISBN 978-4-06-384313-2 表紙:品川海里
  19. 2010年9月17日発売 ISBN 978-4-06-384363-7 表紙:八王子雫
  20. 2010年11月17日発売 ISBN 978-4-06-384397-2 表紙:足立葉
  21. 2011年1月17日発売 ISBN 978-4-06-384427-6 表紙:成田ミランダ、佐野健太、土浦里央
  22. 2011年4月15日発売 ISBN 978-4-06-384475-7 表紙:品川大地（中学時代）
  23. 2011年6月17日発売 ISBN 978-4-06-384505-1 表紙:オールキャスト

- 吉河美希『新装版 ヤンキー君とメガネちゃん』、講談社〈講談社コミックス〉、全12巻
  1. 2017年10月17日発売 ISBN 978-4-06-510289-3
  2. 2017年10月17日発売 ISBN 978-4-06-510294-7
  3. 2017年11月17日発売 ISBN 978-4-06-510373-9
  4. 2017年11月17日発売 ISBN 978-4-06-510374-6
  5. 2017年12月15日発売 ISBN 978-4-06-510550-4
  6. 2017年12月15日発売 ISBN 978-4-06-510551-1
  7. 2018年1月17日発売 ISBN 978-4-06-510754-6
  8. 2018年1月17日発売 ISBN 978-4-06-510755-3
  9. 2018年2月16日発売 ISBN 978-4-06-510832-1
  10. 2018年2月16日発売 ISBN 978-4-06-510833-8
  11. 2018年3月16日発売 ISBN 978-4-06-510834-5
  12. 2018年3月16日発売 ISBN 978-4-06-510837-6

## 関連本
- 週刊少年マガジン『ヤンキー君とメガネちゃん』公式ガイドブック 紋白高校入学のススメ 2010年3月17日発売 ISBN 978-4-06-375892-4

## テレビドラマ
TBS系の金曜ドラマ枠で2010年4月23日から6月25日まで放送された。全10話。主演の成宮寛貴はこの作品が地上波の連続ドラマ単独初主演となった。また、スタート日は金曜ドラマ枠の春クールの作品にしては例年より遅く、前番組の『ヤマトナデシコ七変化』の最終回から1か月後のスタートとなった。ティーザーTVスポットのナレーションは杉本るみ。

### キャスト

#### メインキャスト
品川大地 - 成宮寛貴 / （幼少期） - 加部亜門
本作の主人公。進学校である紋白高校2年A組に在籍するヤンキー。正義感が強く、根は善人なのだが、不器用な性格で、それを上手に表現できない。喧嘩が強く（父と姉にしごかれて強くなった）、松山と柳川をはじめとする周囲からは恐れられて誤解を受けることが多い。また、ザコヤンキー（第1話）等の名前を挙げようとしているヤンキー達によく狙われてケンカになることが多い。将来が見えず、孤独な学園生活を送っていたのだが、足立花との出会いで一変する。中学時代は黒髪だった。また、和泉との戦闘の回想で仲間が多数いたことから不良グループを率いていた模様。第4話、生徒会選挙の結果、嫌々、生徒会副会長に就任する。初期ではタバコを吸っていたが生徒会をやると決めてからタバコを吸わなくなった。生徒会に就任してからはよく他の悩みを抱える生徒を助ける等、生徒会らしいことをしていて少しずつ周りから認めてもらえるようになる。高校受験の際、ペンを忘れ隣にいた女子生徒がペンをくれて、その女子生徒に想いを寄せていたが、ラストシーンで彼女を花だと知りかなり失恋した。「うぜぇ」が口癖。
足立花 - 仲里依紗
大地と同じく、紋白高校2年A組に在籍。足をくじいたところを大地に助けられて（大地は必死にお願いされて仕方なく助けた）それで感謝して大地と仲良くしようとする。三つ編み・メガネ姿で一見優等生だが、中学時代は最強のヤンキーで、男よりも強く、「ハリケーン・アダ」と呼ばれ周りから恐れられていた。相模を撃破した際大地はそれを知った。天然キャラのため、大地が迷惑がるのを気にもせず、何かとおせっかいを焼く。第2話で、中学時代に留年しているため、実際の年齢は大地たちの1つ上だということが判明。第4話、生徒会選挙の結果、生徒会会長に就任する。最終話で中学時代に倒した長崎と佐世保が復讐しに来た際、仲間たちを守るために自ら元ヤンキーと明かし、同時にクラスメート全員の前で長崎と佐世保を撃破した。その後学校をあきらめるが大地に説得され、クラスメート達もその事情を知ったため和解した。ヤンキーを辞めてからは、ヤンキー扱いされると「私はもうヤンキーじゃありません！」と激怒して回し蹴りをする。
和泉岳 - 本郷奏多
大地・花と同じ、紋白高校2年A組に在籍。メガネをかけており、一見クールな秀才。ヤンキーを見下した言動が多く、大地と凛風を何かと目の敵にする。第4話で中学時代はヤンキーだったことが判明した。実は大地と中学時代にケンカして引き分けており、大地のことを知らないふりして大地を目の敵にしていた。大地は和泉を忘れていたが和泉が夜不良たちを倒している姿を見て大地の記憶は蘇った。現役時代はかなり強かったらしく、相当な自信家である。中学時代は銀髪だった。停学中の大地に説得されケンカになるが、花に説得され改心し大地達のよき仲間となり、第7話で飛騨との戦いの際も助っ人に来ている。生徒会選挙の結果、生徒会長を辞退し副会長に就任する。父親が病気でバイトをしている。最終回で長崎の舎弟たちとのケンカにより元ヤンキーだったことがクラスメート達にばれてしまうが、花の説明によりクラスメートとは和解した。
千葉星矢 - 小柳友
大地・花と同じ、紋白高校2年A組に在籍。気弱な性格のため、不良にいじめられ不登校になり、引きこもりになってしまった。裕福な家庭で育ち、母は若くて美人。成績は優秀。大地と花が自宅を訪ねてくるようになり、花の説得により大地と花を自分をいじめた不良たちと違い本当の友達だと認め、登校できるようになる。第4話、生徒会選挙の結果、会計係に就任する。
姫路凛風 - 川口春奈
足立花の中学時代の後輩で元ヤンキー。中学時代は花の右腕で、「鮮血の女豹」と呼ばれていた（花と凛風は泣く子も黙る最強コンビであった）。キャバクラで歳を誤魔化して働きながら別の高校に通っていたが、第4話で「花と一緒にいたい」と紋白高校へ転校してくる。大地が自分に気があると思い込み、大地に思いを寄せるようになる。花のことを追っていたが、花はヤンキーではないと自称していて凛風のことを見捨てたと思い込んで花とは縁を切ってしまう。だが、大地に説得され花のことを自分のことを想っていることを理解して花の演説を聞き、和解した。その後は再び花の舎弟を自称している。第4話、生徒会選挙の結果、書記係に就任する。「花さんを悪く言うんじゃねえ！」が口癖。
練馬青雲 - 鈴木亮平
大地の幼馴染であり、大親友。揚羽高校の2年生で、実家のバイク修理工場を手伝っている。女好きだが、美人好きではない。トラブルに巻き込まれると大地に助けを求めるなど、大地を信頼している。進学校に進んだ大地を影ながら応援している。不意打ちには弱いがケンカは強く、長崎に不意打ちをされた時は一方的にやられていたが、文化祭の時の長崎とのケンカの際は互角にやり合っていた。相棒が3人いて、一緒にカンニングペーパーを作ったり、大地がファミレスで凛風を説得している際一緒にファミレスに来たりした（恥じらいのためか、すぐ違う店に行った）。難波との戦いの際、大地を退学にさせないために一人で戦い負けそうになるが、大地に助けられ難波を撃破し、後に大地とは「俺達の関係は変わらない」と言われ心を動かされ、大地を応援する。
堺先生 - 皆川猿時
大地・花の通う、紋白高校2年A組の担任。女子生徒には甘い。生徒会の顧問である。最初は大地のことを問題児として少し嫌っていたが、第7話で息子に優しく接する大地を見て彼を認めるようになり、最終話でも長崎の舎弟達と喧嘩して退学になりかけた大地のことをとても心配していた。
品川海里 - 大和田美帆
大地の姉。有名大学の医学部に通う才媛。要領がよく、幼いころから大地を鍛え上げてきた。
品川聖 - 堀ちえみ
大地の母。天然キャラでおっとりしている。息子がヤンキーでも他人に迷惑をかけない限り口出しせず、温かく家族を見守っている。大地の成績が悪いのは自分のせいだと思っている。
品川宙太 - 古田新太
大地の父で開業医。家族全員で食卓を囲むのが大好き。ぶっきらぼうで態度には出さないが、大地を信頼しており、愛情深く見守っている。釣りが趣味。
足立辰夫 - 伊東四朗
花の祖父。孫の花と二人暮らしをしており、温かく見守っている。人を食ったところがあり、大地を見かければからかって楽しんでいる。

#### その他の出演
ザコヤンキー - 松本寛也（第1話）
海辺で朝食中の大地を襲った不良グループのリーダー。大勢で大地を襲撃したが全く歯が立たずドロップキックであっさりと倒された。また、2013年8月の再放送でのカット版では大地への攻撃の準備がカットされており、舎弟達と同レベルのザコキャラ扱いされている。
赤星のヤンキー  - 藤田玲（第1話）
赤星高校の不良グループのリーダー。練馬を倒したことから大地とは相当互角だったようだが、花にあっけなく倒されてしまった。
柳川徹、松山啓介 - 間宮祥太朗、中村倫也（全話）
大地のクラスメート。本作の準レギュラーで、大地を恐れている男子。大地と相模とのケンカに巻き込まれて顔にペンキがかかったり、ザコヤンキー（第4話）に脅迫されたりとよく災難に遭う。他の大地を恐れるクラスメート共々最終回で大地を認めた。2人共『けいおん!』の中野梓が好きらしい。
橘サオリ、桑名ユキ、塩田アユミ - 夏目鈴、上地春奈、菅野莉央（全話）
大地のクラスメート。本作の準レギュラーで、大地を恐れている女子。よく大地や凛風のことを陰口を言うが最終的には和解する。
工藤拓也 - 田村健太郎（全話）
大地のクラスメート。橘のことが好きで最初はうまくいっていなかったが、大地たち生徒会の活躍により橘とは恋人同士になった。
小林源次郎 - 渡部秀（第2話）
千葉をいじめていた不良。幼いころ千葉の友達になったが、実際は千葉の財産目当てだった偽の友達である。だが後に大地と花を偽の友達である小林と違い、本物の友達であると認めた千葉に無視されるようになった。以降、千葉が2人のことを本物の友達と認めたためか、偽の友達であると自覚していた小林は千葉に関わらないようになった模様。
相模 - 波岡一喜（第1、2、6、9話）
大地の敵（後に改心）の中では唯一の準レギュラー。ハリケーン・アダ（大地だと思っていた）を狙う不良グループのリーダー。原作とは違いリーゼントヘアで背中にドクロマークの付いたジャージを着用している。橘を人質に取るという卑怯な手を使い大地を苦しめて花を拉致したが、後に怒った花により舎弟を倒され、その力により花をハリケーン・アダと知り抵抗するも逆にバク宙キックで倒された。第2話で報復するがまたしても返り討ちに遭い倒された。6話では大地に喧嘩を売るが改心している模様。病気の父の為に必死にバイトする和泉に憧れて特技を教える等、大地同様心根は良い。9話で長崎達に襲われて脚を折られ、わざとではないとはいえ花が紋白高校に通っていることを長崎にばらしてしまった。後に大地を応援する。舎弟達の中では茶髪のアフロヘアーで黒いマスクをした不良が一番偉いらしい。また、他の舎弟共々笑い声や掛け声以外はほとんど無口である。相模は改心したのに対して相模の舎弟達は改心しているのかは不明。
千葉エリコ - 水野真紀（第2、8話）
千葉の母。
難波 - 加藤歩（第3話）
第3話の主要敵キャラクター。中学時代大地と喧嘩して倒された（大地は難波のことを忘れていた）不良グループのリーダー。キャバ嬢を雇うバイトしていたが、凛風を連れ戻しに来た大地により凛風を16歳でバイトをやらせていたことを上司にばらされクビになった（本人は凛風が16歳と知らなかったのか、16歳と知っててバイトをやらせていたのかは不明）。その仕返しで大地をおびき出すために練馬を襲った。練馬を圧倒していたが、後に大地が助けに来たことにより立場は逆転し倒され、「悔しいです！！」と断末魔を残し気絶した。
香川 - 染谷将太（第4、最終話）
和泉の舎弟。原作ではレギュラーだが、ドラマ版ではゲストであり、紋白高校にも転入することはない。中学時代、和泉に憧れて和泉が束ねていた不良グループに入った。一度大地とは敵対していたが、ザコヤンキー（第4話）の舎弟達を倒している和泉を目撃したことで、和泉を心配して大地に相談をする（この件があって大地は和泉を狙うザコヤンキー（第4話）を和泉をかばうかたちで倒している）。和泉からは友達と思われていなかったようだが、彼が花の説得で改心した後、長崎の襲撃から助けられて2人で仲良く下校しており、和泉との交友関係は続いている模様。
ザコヤンキー - 鈴之助（第4話）
アロハシャツが特徴で、柳川と松山を脅し大地を（和泉と勘違いして）襲った不良グループのリーダー。和泉に夜ケンカを売って返り討ちに遭った不良達と、その翌日に校舎裏で和泉に倒された不良達は舎弟でその仕返しに和泉を探し柳川と松山を脅した。大地の敵ではなく舎弟達と共に一撃で倒された。負けてもなお抵抗しようとしたがダメージが元で気絶した。なお、その喧嘩はクラスメート達に見られ大地は停学になってしまった（倒した後大地はタバコを吸っており、そこもクラスメートに見られているがタバコも停学理由に含まれていたかは不明）。敵の不良グループのリーダーにしては珍しく舎弟よりも先に倒された。
双子の女子高生 - 蒼あんな、蒼れいな（第4、9話）
和泉のことを応援する双子の紋白高校の生徒。第9話でも登場する。
宮城純 - 石橋杏奈（第6話）
大地たちの隣のクラスの女子生徒。成績はかなり悪い。父親がリストラしたためバイトをして金を稼いでいる。
堺律子 - 坂井真紀（第7話）
堺の妻。夫とは仲が悪かったが後に彼の補習授業を見た後に和解した。
堺壮太 - 田中理勇（第7話）
堺の息子。花火が大好きで父親と花火をすることを望んでいる。最後は家族3人で花火をした。
飛騨 - 住谷正樹（第7話）
第7話の主要敵キャラクター。モヒカンが特徴の合宿中の大地と花を襲った不良グループのリーダー。かつて花と戦い敗れているようであり、大地のことも知っている。本編で名乗ってはいないが、第7話の主要人物のためか名前設定はある。神社で大地と花を襲う。大地と互角だったが、助けに来た和泉により逆に舎弟を全員倒され、最後は花のアッパーで倒された。
長崎 - 古川雄大（第9、最終話）
第9、最終話の主要敵キャラクター。かつて花に倒された不良グループのリーダーで、花に復讐することを目的としている。前髪で片方の目が隠れていて、爪を噛むのが癖。花と互角に渡り合うかなりの実力者。花の居場所を吐かせるために練馬と相模を襲った。紋白高校を襲撃して大地と大地を助けに来た練馬とケンカになる（勝敗は不明）。香川を人質に取り、和泉を襲ったりもするなど卑怯な性格。最後は廃墟で花と戦う。木箱をも破壊する特殊な手袋で花を攻撃するがかわされ、三角蹴りにより敗れ去った。
佐世保 - 市本雅上（第9、最終話）
第9、最終話の主要敵キャラクター。スキンヘッドが特徴の長崎の相棒。鎖使いで長崎同様相当ケンカは強い。廃墟での花との決戦で鎖で花の片腕を封じるが、鎖を踏まれ追い打ちの蹴り上げで倒された。

### スタッフ
- プロデューサー - 北川雅一、杉浦美奈子
- 脚本 - 永田優子
- 音楽 - 延近輝之
- 主題歌 - Hilcrhyme「ルーズリーフ」（UNIVERSAL MUSIC）
- 演出 - 髙成麻畝子、吉田秋生、川嶋龍太郎
- 製作著作 - TBS

### サブタイトル
| 各話                                                       | 放送日        | サブタイトル                                   | 演出       | 視聴率 |
| ---------------------------------------------------------- | ------------- | ---------------------------------------------- | ---------- | ------ |
| 第1話                                                      | 2010年4月23日 | 噂の最強コンビ遂に登場! 痛快学園ホームコメディ | 髙成麻畝子 | 13.6%  |
| 第2話                                                      | 4月30日       | 俺に言え! それがダチだろ!                      | 髙成麻畝子 | 12.8%  |
| 第3話                                                      | 5月7日        | 鮮血のメヒョウがやって来た!!                   | 吉田秋生   | 12.5%  |
| 第4話                                                      | 5月14日       | 嵐を呼ぶ! 生徒会選挙                           | 吉田秋生   | 11.3%  |
| 第5話                                                      | 5月21日       | 恋の予感〜ラブラブ大作戦!!                     | 川嶋龍太郎 | 9.9%   |
| 第6話                                                      | 5月28日       | 退学なんて認めません                           | 髙成麻畝子 | 10.5%  |
| 第7話                                                      | 6月4日        | クラスで温泉合宿!                              | 吉田秋生   | 9.5%   |
| 第8話                                                      | 6月11日       | 父の願い                                       | 川嶋龍太郎 | 10.9%  |
| 第9話                                                      | 6月18日       | 俺が守る                                       | 吉田秋生   | 10.1%  |
| 最終話                                                     | 6月25日       | サヨナラみんな…全てを捨てて最後の対決          | 髙成麻畝子 | 11.6%  |
| 平均視聴率 11.3%（視聴率は関東地区・ビデオリサーチ社調べ） |               |                                                |            |        |

- 第7話は19:00-21:20まで2010 FIFAワールドカップ最終強化試合日本代表×コートジボワール代表戦があったため20分遅延。
- 同枠では『スマイル』以来、4作ぶりに平均で二桁を記録した。

### 備考
- 劇中で高校生の喫煙場面があることで、本編の最後に視聴者への注意喚起テロップが表示されている。
- 当ドラマ放送中にトヨタ自動車とのコラボレーションCM『パッソ（2代目）＋Hana』が放送されており、仲里依紗が客役とドラマの役名である足立花役の二役で出演している。
- 母親役を演じた堀ちえみは元スチュワーデスの設定になっている。
- 仲と鈴木亮平は2021年に同局の「日曜劇場」枠で放送されたドラマ『TOKYO MER〜走る緊急救命室〜』では、夫婦役として共演している。

## DVD
- ヤンキー君とメガネちゃん DVD-BOX（角川映画、2010年10月8日発売、JAN 4988111287243）

## コラボアニメ
本作と同じく吉河原作のテレビアニメ『山田くんと7人の魔女』Blu-ray/DVD-BOXの上巻（2015年8月26日発売）の特典映像としてコラボアニメが収録される。